# BinAir
BinAir é uma companhia aérea inaugurada em 1996 e sediada em Munique, na Alemanha que tem 11 aeronaves.